# Lógica filosófica
Entendida en un sentido estricto, la lógica filosófica es el área de la filosofía que estudia la aplicación de métodos lógicos a problemas filosóficos, a menudo en forma de sistemas lógicos extendidos como la lógica modal. Algunos teóricos conciben la lógica filosófica en un sentido más amplio como el estudio del alcance y la naturaleza de la lógica en general. En este sentido, la lógica filosófica puede considerarse idéntica a la filosofía de la lógica, que incluye temas adicionales como la definición de la lógica o la discusión de los conceptos fundamentales de la lógica. El presente artículo trata la lógica filosófica en el sentido estricto, en el que constituye un campo de investigación dentro de la filosofía de la lógica.
Un tema importante para la lógica filosófica es la cuestión de cómo clasificar la gran variedad de sistemas lógicos no clásicos, muchos de los cuales son de origen bastante reciente. Una forma de clasificación que se encuentra a menudo en la literatura es distinguir entre lógicas extendidas y lógicas desviadas. La lógica misma puede definirse como el estudio de la inferencia válida. La lógica clásica es la forma dominante de la lógica y articula reglas de inferencia de acuerdo con intuiciones lógicas compartidas por muchos, como el principio del tercero excluido, la eliminación de la doble negación y la bivalencia de la verdad.
Las lógicas extendidas son sistemas lógicos que se basan en la lógica clásica y sus reglas de inferencia, pero la extienden a nuevos campos introduciendo nuevos símbolos lógicos y las correspondientes reglas de inferencia que rigen estos símbolos. En el caso de la lógica modal alética, estos nuevos símbolos se utilizan para expresar no solo lo que es verdadero simpliciter, sino también lo que es posible o necesariamente verdadero. A menudo se combina con la semántica de los mundos posibles, que sostiene que una proposición es posiblemente verdadera si es verdadera en algún mundo posible, mientras que es necesariamente verdadera si es verdadera en todos los mundos posibles. La lógica deóntica pertenece a la ética y proporciona un tratamiento formal de las nociones éticas, como la obligación y el permiso. La lógica temporal formaliza las relaciones temporales entre proposiciones. Esto incluye ideas como si algo es verdadero en algún momento o todo el tiempo y si es verdadero en el futuro o en el pasado. La lógica epistémica pertenece a la epistemología. Puede usarse para expresar no solo lo que es el caso, sino también lo que alguien cree o sabe que es el caso. Sus reglas de inferencia articulan lo que se desprende del hecho de que alguien tiene estos tipos de estados mentales. Las lógicas de orden superior no aplican directamente la lógica clásica a ciertos subcampos nuevos dentro de la filosofía, sino que la generalizan al permitir la cuantificación no solo sobre individuos sino también sobre predicados.
Las lógicas desviadas, en contraste con estas formas de lógicas extendidas, rechazan algunos de los principios fundamentales de la lógica clásica y a menudo son vistas como sus rivales. La lógica intuicionista se basa en la idea de que la verdad depende de la verificación a través de una prueba. Esto la lleva a rechazar ciertas reglas de inferencia encontradas en la lógica clásica que no son compatibles con esta suposición. La lógica libre modifica la lógica clásica para evitar los presupuestos existenciales asociados al uso de términos singulares posiblemente vacíos, como nombres y descripciones definidas. Las lógicas plurivalentes permiten valores de verdad adicionales además de verdadero y falso. Por lo tanto, rechazan el principio de bivalencia de la verdad. Las lógicas paraconsistentes son sistemas lógicos capaces de lidiar con contradicciones. Lo hacen evitando el principio de explosión que se encuentra en la lógica clásica. La lógica relevante es una forma prominente de lógica paraconsistente. Rechaza la interpretación puramente funcional de verdad del condicional material al introducir el requisito adicional de relevancia: para que el condicional sea verdadero, su antecedente tiene que ser relevante para su consecuente.

## Definición y campos relacionados
El término "lógica filosófica" es utilizado por diferentes teóricos de maneras ligeramente diferentes. Cuando se entiende en un sentido estricto, como se discute en este artículo, la lógica filosófica es el área de la filosofía que estudia la aplicación de métodos lógicos a problemas filosóficos. Esto suele ocurrir en la forma de desarrollar nuevos sistemas lógicos para extender la lógica clásica a nuevas áreas para modificarla con el fin de incluir ciertas intuiciones lógicas no abordadas adecuadamente por la lógica clásica. En este sentido, la lógica filosófica estudia diversas formas de lógicas no clásicas, como la lógica modal y la lógica deóntica. De este modo, varios conceptos filosóficos fundamentales, como posibilidad, necesidad, obligación, permiso y tiempo, se tratan de manera lógica precisa al expresar formalmente los papeles inferenciales que desempeñan en relación entre sí. Algunos teóricos entienden la lógica filosófica en un sentido más amplio como el estudio del alcance y la naturaleza de la lógica en general. Desde este punto de vista, investiga varios problemas filosóficos planteados por la lógica, incluidos los conceptos fundamentales de la lógica. En este sentido más amplio, puede entenderse como idéntica a la filosofía de la lógica, donde se discuten estos temas. En el presente artículo solo se aborda la concepción estrecha de la lógica filosófica. En este sentido, constituye un área de la filosofía de la lógica.
Un aspecto central de la lógica filosófica es la comprensión de lo que es la lógica y qué papel juegan las lógicas filosóficas en ella. La lógica puede definirse como el estudio de las inferencias válidas. Una inferencia es el paso del razonamiento en el que se pasa de las premisas a una conclusión. A menudo también se usa el término "argumento" en su lugar. Una inferencia es válida si es imposible que las premisas sean verdaderas y la conclusión sea falsa. En este sentido, la verdad de las premisas asegura la verdad de la conclusión. Esto puede expresarse en términos de reglas de inferencia: una inferencia es válida si su estructura, es decir, el modo cómo se forman sus premisas y su conclusión, sigue una regla de inferencia. Los distintos sistemas lógicos proporcionan relatos diferentes sobre cuándo una inferencia es válida. Esto significa que utilizan diferentes reglas de inferencia. El enfoque tradicionalmente dominante de la validez se denomina lógica clásica. Pero la lógica filosófica se ocupa de la lógica no clásica: estudia sistemas alternativos de inferencia. Las motivaciones para hacerlo pueden dividirse a grandes rasgos en dos categorías. Para algunos, la lógica clásica es demasiado estrecha: deja fuera muchos temas filosóficamente interesantes. Esto puede resolverse extendiendo la lógica clásica con símbolos adicionales para dar un tratamiento lógicamente estricto de otras áreas. Otros ven algún defecto en la propia lógica clásica e intentan dar un relato rival de la inferencia. Esto generalmente conduce al desarrollo de lógicas desviadas, cada una de las cuales modifica los principios fundamentales detrás de la lógica clásica para rectificar sus supuestos defectos.

## Clasificación de las lógicas
Los desarrollos modernos en el ámbito de la lógica han resultado en una gran proliferación de sistemas lógicos. Esto contrasta fuertemente con el dominio histórico de la lógica aristotélica, que fue tratada como el único canon de la lógica durante más de dos mil años. Los tratados sobre la lógica moderna a menudo abordan estos diferentes sistemas como una lista de temas separados sin ofrecer una clasificación clara de ellos. Sin embargo, una clasificación frecuentemente mencionada en la literatura académica se debe a Susan Haack y distingue entre lógica clásica, lógicas extendidas y lógicas desviadas. Esta clasificación se basa en la idea de que la lógica clásica, es decir, la lógica proposicional y la lógica de primer orden, formaliza algunas de las intuiciones lógicas más comunes. En este sentido, constituye un relato básico de los axiomas que rigen la inferencia válida. Las lógicas extendidas aceptan este relato básico y lo extienden a áreas adicionales. Esto generalmente sucede agregando nuevo vocabulario, por ejemplo, para expresar necesidad, obligación o tiempo. Estos nuevos símbolos se integran luego en el mecanismo lógico especificando qué nuevas reglas de inferencia se aplican a ellos, como que la posibilidad se deriva de la necesidad. Las lógicas desviadas, por otro lado, rechazan algunos de los supuestos básicos de la lógica clásica. En este sentido, no son meras extensiones de la misma, sino que a menudo se formulan como sistemas rivales que ofrecen un relato diferente de las leyes de la lógica.
Expresada en un lenguaje más técnico, la distinción entre lógicas extendidas y desviadas a veces se hace de una manera ligeramente diferente. Desde este punto de vista, una lógica es una extensión de la lógica clásica si se cumplen dos condiciones: (1) todas las fórmulas bien formadas de la lógica clásica también son fórmulas bien formadas en ella y (2) todas las inferencias válidas en la lógica clásica también son inferencias válidas en ella. Para una lógica desviada, por otro lado, (a) su clase de fórmulas bien formadas coincide con la de la lógica clásica, mientras que (b) algunas inferencias válidas en la lógica clásica no son inferencias válidas en ella. El término lógica cuasi-desviada se utiliza si (i) introduce un vocabulario nuevo, pero todas las fórmulas bien formadas de la lógica clásica también son fórmulas bien formadas en ella y (ii) incluso cuando se restringe a inferencias usando solo el vocabulario de la lógica clásica, algunas inferencias válidas en la lógica clásica no son inferencias válidas en ella. El término "lógica desviada" se usa a menudo en un sentido que incluye también las lógicas cuasi-desviadas.
Un problema filosófico que plantea esta pluralidad de lógicas se refiere a la cuestión de si puede haber más de una lógica verdadera. Algunos teóricos favorecen un enfoque local en el que se aplican diferentes tipos de lógica a diferentes áreas. Los primeros intuicionistas, por ejemplo, vieron la lógica intuicionista como la lógica correcta para las matemáticas, pero permitieron la lógica clásica en otros campos. Pero otros, como Michael Dummett, prefieren un enfoque global al sostener que la lógica intuicionista debe reemplazar a la lógica clásica en todas las áreas. El monismo es la tesis de que solo hay una lógica verdadera. Esto puede entenderse de diferentes maneras, por ejemplo, que solo uno de todos los sistemas lógicos propuestos es correcto o que el sistema lógico correcto está aún por encontrar como un sistema subyacente y unificador de todas las diferentes lógicas. Los pluralistas, por otro lado, sostienen que una variedad de diferentes sistemas lógicos pueden ser todos correctos al mismo tiempo.
Un problema estrechamente relacionado se refiere a la cuestión de si todos estos sistemas formales constituyen realmente sistemas lógicos. Esto es especialmente relevante para las lógicas desviadas que se alejan mucho de las intuiciones lógicas comunes asociadas a la lógica clásica. En este sentido, se ha argumentado, por ejemplo, que la lógica difusa es una lógica solo de nombre, pero debería considerarse un sistema formal no lógico, ya que la idea de grados de verdad se aleja demasiado de las intuiciones lógicas más fundamentales. Por lo tanto, no todos están de acuerdo en que todos los sistemas formales discutidos en este artículo en realidad constituyen lógicas, si se entiende en un sentido estricto.

## Lógica clásica
La lógica clásica es la forma dominante de lógica utilizada en la mayoría de los campos. El término se refiere principalmente a la lógica proposicional y la lógica de primer orden. La lógica clásica no es un tema independiente dentro de la lógica filosófica. Sin embargo, una buena familiaridad con ella es necesaria, ya que muchos de los sistemas lógicos de interés directo para la lógica filosófica pueden entenderse como extensiones de la lógica clásica, que aceptan sus principios fundamentales y se basan en ella, o como modificaciones de ella, que rechazan algunos de sus supuestos centrales. La lógica clásica se creó inicialmente para analizar argumentos matemáticos y se aplicó a varios otros campos solo después. Por esta razón, deja de lado muchos temas de importancia filosófica no relevantes para las matemáticas, como la diferencia entre necesidad y posibilidad, entre obligación y permiso, o entre pasado, presente y futuro. Estos y otros temas similares reciben un tratamiento lógico en las diferentes lógicas filosóficas que extienden la lógica clásica. La lógica clásica por sí misma solo se ocupa de unos pocos conceptos básicos y del papel que estos conceptos desempeñan en hacer inferencias válidas. Los conceptos pertenecientes a la lógica proposicional incluyen conectivos proposicionales, como "y", "o" y "si-entonces". Lo característico del enfoque clásico de estos conectivos es que siguen ciertas leyes, como el principio del tercero excluido, la eliminación de la doble negación, el principio de explosión y la bivalencia de la verdad. Esto diferencia a la lógica clásica de varias lógicas desviadas, que niegan uno o varios de estos principios.
En la lógica de primer orden, las proposiciones mismas se componen de partes subproposicionales, como predicados, términos singulares y cuantificadores. Los términos singulares se refieren a objetos y los predicados expresan propiedades de los objetos y las relaciones entre ellos. Los cuantificadores constituyen un tratamiento formal de nociones como "para algunos" y "para todos". Pueden utilizarse para expresar si los predicados tienen alguna extensión o si su extensión incluye todo el dominio. La cuantificación solo se permite sobre los términos individuales, pero no sobre los predicados, en contraste con las lógicas de orden superior.

## Lógicas extendidas

### Modal alética
La lógica modal alética ha sido muy influyente en la lógica y la filosofía. Proporciona un formalismo lógico para expresar lo que es posible o necesariamente verdadero. Constituye una extensión de la lógica de primer orden, que por sí misma solo es capaz de expresar lo que es verdadero simpliciter. Esta extensión se produce mediante la introducción de dos nuevos símbolos: "{\displaystyle \Diamond }" para la posibilidad y "{\displaystyle \Box }" para la necesidad. Estos símbolos se utilizan para modificar proposiciones. Por ejemplo, si "{\displaystyle Sabio({\it {{\text{sócrates}})}}}" representa la proposición "Sócrates es sabio", entonces "{\displaystyle \Diamond Sabio({\it {{\text{sócrates}})}}}" expresa la proposición "es posible que Sócrates sea sabio". Para integrar estos símbolos en el formalismo lógico, se agregan varios axiomas a los axiomas existentes de la lógica de primer orden. Gobiernan el comportamiento lógico de estos símbolos al determinar cómo la validez de una inferencia depende del hecho de que estos símbolos se encuentren en ella. Suelen incluir la idea de que si una proposición es necesaria, entonces su negación es imposible, es decir, que "{\displaystyle \Box A}" es equivalente a "{\displaystyle \lnot \Diamond \lnot A}". Otro de estos principios es que si algo es necesario, entonces también debe ser posible. Esto significa que "{\displaystyle \Diamond A}" se deduce de "{\displaystyle \Box A}". Hay desacuerdo sobre exactamente qué axiomas gobiernan la lógica modal. Las diferentes formas de lógica modal a menudo se presentan como una jerarquía anidada de sistemas en la que los sistemas más fundamentales, como el sistema K, incluyen solo los axiomas más fundamentales, mientras que otros sistemas, como el popular sistema S5, se basan en él al incluir axiomas adicionales. En este sentido, el sistema K es una extensión de la lógica de primer orden, mientras que el sistema S5 es una extensión del sistema K. Discusiones importantes dentro de la lógica filosófica se refieren a la cuestión de qué sistema de lógica modal es el correcto. Por lo general, es ventajoso tener el sistema más fuerte posible para poder sacar muchas inferencias diferentes. Pero esto conlleva el problema de que algunas de estas inferencias adicionales pueden contradecir las intuiciones modales básicas en casos específicos. Esto generalmente motiva la elección de un sistema más básico de axiomas.
La semántica de mundos posibles es una semántica formal muy influyente en la lógica modal que trae consigo el sistema S5. Una semántica formal de un lenguaje caracteriza las condiciones bajo las cuales las oraciones de este lenguaje son verdaderas o falsas. Las semánticas formales desempeñan un papel central en la concepción teórica de modelos de la validez. Son capaces de proporcionar criterios claros sobre cuándo una inferencia es válida o no: una inferencia es válida si y solo si preserva la verdad, es decir, si siempre que sus premisas son verdaderas, entonces su conclusión también es verdadera. La semántica formal especifica si son verdaderas o falsas. La semántica de mundos posibles especifica las condiciones de verdad de las oraciones expresadas en lógica modal en términos de mundos posibles. Un mundo posible es una manera completa y consistente de cómo podrían haber sido las cosas. Desde este punto de vista, una oración modificada por el operador "{\displaystyle \Diamond }" es verdadera si es verdadera en al menos un mundo posible, mientras que una oración modificada por el operador "{\displaystyle \Box }" es verdadera si es verdadera en todos los mundos posibles. Así, la oración "{\displaystyle \Diamond Sabio({\it {{\text{sócrates}})}}}" (es posible que Sócrates sea sabio) es verdadera porque hay al menos un mundo en el que Sócrates es sabio. Pero "{\displaystyle \Box Sabio({\it {{\text{sócrates}})}}}" (es necesario que Sócrates sea sabio) es falso, ya que Sócrates no es sabio en todos los mundos posibles. La semántica de mundos posibles ha sido criticada como semántica formal de la lógica modal, ya que parece ser circular. La razón de esto es que los mundos posibles se definen en términos modales, es decir, como maneras de cómo podrían haber sido las cosas. Por eso, ella misma utiliza expresiones modales para determinar la verdad de oraciones que contienen expresiones modales.

### Deóntica
La lógica deóntica extiende la lógica clásica al campo de la ética. De importancia central en la ética son los conceptos de obligación y permiso, es decir, qué acciones el agente tiene que hacer o se le permite hacer. La lógica deóntica suele expresar estas ideas con los operadores {\displaystyle O} y {\displaystyle P}. Así, si "{\displaystyle J(r)}" representa la proposición "Ramírez sale a correr", entonces "{\displaystyle OJ(r)}" significa que Ramírez tiene la obligación de salir a correr y "{\displaystyle PJ(r)}" significa que Ramírez tiene permiso para salir a correr.
La lógica deóntica está estrechamente relacionada con la lógica modal alética en el sentido de que los axiomas que gobiernan el comportamiento lógico de sus operadores son idénticos. Esto significa que la obligación y el permiso se comportan con respecto a la inferencia válida tal como lo hacen la necesidad y la posibilidad. Por esta razón, a veces incluso se usan los mismos símbolos como operadores. Al igual que en la lógica modal alética, hay una discusión en la lógica filosófica sobre cuál es el sistema correcto de axiomas para expresar las intuiciones comunes que gobiernan las inferencias deónticas. Pero los argumentos y contraejemplos aquí son ligeramente diferentes, ya que los significados de estos operadores difieren. Por ejemplo, una intuición común en la ética es que si el agente tiene la obligación de hacer algo, entonces automáticamente también tiene el permiso para hacerlo. Esto puede expresarse formalmente a través del esquema axiomático "{\displaystyle OA\to PA}". Otra cuestión de interés para la lógica filosófica se refiere a la relación entre la lógica modal alética y la lógica deóntica. Un principio discutido a menudo a este respecto es que el deber implica el poder.  Esto significa que el agente solo puede tener la obligación de hacer algo si es posible que el agente lo haga.  Expresado formalmente: "{\displaystyle OA\to \Diamond A}".

### Temporal
La lógica temporal, o lógica tensional, utiliza mecanismos lógicos para expresar relaciones temporales. En su forma más simple, contiene un operador para expresar que algo ocurrió en un momento y otro para expresar que algo está ocurriendo todo el tiempo. Estos dos operadores se comportan de la misma manera que los operadores de posibilidad y necesidad en la lógica modal alética. Dado que la diferencia entre el pasado y el futuro es de importancia central para los asuntos humanos, estos operadores a menudo se modifican para tener en cuenta esta diferencia. La lógica tensional de Arthur Prior, por ejemplo, realiza esta idea utilizando cuatro de estos operadores: {\displaystyle P} (fue el caso que... ), {\displaystyle F} (será el caso que... ), {\displaystyle H} (siempre ha sido el caso que... ) y {\displaystyle G} (siempre será el caso que... ). Así, para expresar que siempre lloverá en Londres se podría usar "{\displaystyle G(Lluvioso(londres))}". Hay varios axiomas para gobernar qué inferencias son válidas dependiendo de los operadores que aparecen en ellas. Según ellos, por ejemplo, se puede deducir "{\displaystyle F(Lluvioso(londres))}" (lloverá en Londres en algún momento) de "{\displaystyle G(Lluvioso(londres))}". En formas más complicadas de la lógica temporal, también se definen operadores binarios que vinculan dos proposiciones, por ejemplo, para expresar que algo ocurre hasta que otra cosa ocurre.
La lógica modal temporal puede traducirse a la lógica clásica de primer orden tratando el tiempo en forma de un término singular y aumentando en uno la aridad de los predicados. Por ejemplo, la oración de lógica temporal "{\displaystyle oscuro\land P(luminoso)\land F(luminoso)}" (es oscuro, era luminoso y volverá a ser luminoso) puede traducirse a la lógica pura de primer orden como "{\displaystyle oscuro(t_{1})\land \exists t_{0}(t_{0}<t_{1}\land luminoso(t_{0}))\land \exists t_{2}(t_{1}<t_{2}\land luminoso(t_{2}))}". Aunque se ven a menudo enfoques similares en la física, los lógicos generalmente prefieren un tratamiento autónomo del tiempo en términos de operadores. Esto también está más cerca de los lenguajes naturales, que en su mayoría utilizan la gramática, por ejemplo, mediante la conjugación de verbos, para expresar el pasado o el futuro de los eventos.

### Epistémica
La lógica epistémica es una forma de lógica modal aplicada al campo de la epistemología. Su objetivo es captar la lógica del conocimiento y la creencia. Los operadores modales que expresan conocimiento y creencia suelen expresarse mediante los símbolos "{\displaystyle K}" (knows) y "{\displaystyle B}" (believes). Así, si "{\displaystyle Sabio({\it {{\text{sócrates}})}}}" representa la proposición "Sócrates es sabio", entonces "{\displaystyle KSabio({\it {{\text{sócrates}})}}}" expresa la proposición "el agente sabe que Sócrates es sabio" y "{\displaystyle BSabio({\it {{\text{sócrates}})}}}" expresa la proposición "el agente cree que Sócrates es sabio". Los axiomas que gobiernan estos operadores se formulan entonces para expresar varios principios epistémicos. Por ejemplo, el esquema axiomático "{\displaystyle KA\to A}" expresa que siempre que algo es conocido, entonces es verdadero. Esto refleja la idea de que solo se puede saber lo que es verdadero, de lo contrario no es conocimiento sino otro estado mental. Otra intuición epistémica sobre el conocimiento se refiere al hecho de que cuando el agente sabe algo, también sabe que lo sabe. Esto puede expresarse mediante el esquema axiomático "{\displaystyle KA\to KKA}". Un principio adicional que vincula el conocimiento y la creencia establece que el conocimiento implica la creencia, es decir, "{\displaystyle KA\to BA}". La lógica epistémica dinámica es una forma distinta de lógica epistémica que se centra en situaciones en las que ocurren cambios en la creencia y el conocimiento.

### Orden superior
Las lógicas de orden superior amplían la lógica de primer orden al incluir nuevas formas de cuantificación. En la lógica de primer orden, la cuantificación se limita a los términos singulares. Se puede usar para hablar sobre si un predicado tiene alguna extensión o si su extensión incluye todo el dominio. De este modo, se pueden expresar proposiciones como "{\displaystyle \exists x(Manzana(x)\land Dulce(x))}" (hay algunas manzanas que son dulces). En las lógicas de orden superior, se permite la cuantificación no solo sobre términos individuales sino también sobre predicados. De este modo, es posible expresar, por ejemplo, que ciertos individuos comparten algunos o todos sus predicados, como en "{\displaystyle \exists Q(Q(mary)\land Q(john))}" (hay algunas cualidades que María y Juan comparten). Debido a estos cambios, las lógicas de orden superior tienen más poder expresivo que la lógica de primer orden. Esto puede ser útil para las matemáticas de varias maneras, ya que diferentes teorías matemáticas tienen una expresión mucho más simple en la lógica de orden superior que en la lógica de primer orden. Por ejemplo, la aritmética de Peano y la teoría de conjuntos de Zermelo-Fraenkel necesitan un número infinito de axiomas para expresarse en la lógica de primer orden. Pero pueden expresarse en la lógica de segundo orden con solo unos pocos axiomas.
Pero a pesar de esta ventaja, la lógica de primer orden todavía se usa mucho más que la lógica de orden superior. Una razón para esto es que la lógica de orden superior es incompleta. Esto significa que, para las teorías formuladas en la lógica de orden superior, no es posible demostrar todas las oraciones verdaderas pertenecientes a la teoría en cuestión. Otra desventaja está relacionada con los compromisos ontológicos adicionales de las lógicas de orden superior. A menudo se sostiene que el uso del cuantificador existencial trae consigo un compromiso ontológico con las entidades sobre las que se extiende este cuantificador. En la lógica de primer orden, esto concierne solo a los individuos, lo que suele considerarse un compromiso ontológico no problemático. En la lógica de orden superior, la cuantificación afecta también a las propiedades y relaciones. Esto a menudo se interpreta en el sentido de que la lógica de orden superior trae consigo una forma de platonismo, es decir, la opinión de que las propiedades y relaciones universales existen además de los individuos.

## Lógicas desviadas

### Intuicionista
La lógica intuicionista es una versión más restringida de la lógica clásica. Es más restringida en el sentido de que ciertas reglas de inferencia utilizadas en la lógica clásica no constituyen inferencias válidas en ella. Esto se refiere específicamente al principio del tercero excluido y la eliminación de la doble negación. El principio del tercero excluido establece que para cada oración, o ella o su negación es verdadera. Expresado formalmente: {\displaystyle A\lor \lnot A}. La ley de la eliminación de la doble negación establece que si una oración no es no verdadera, entonces es verdadera, es decir, "{\displaystyle \lnot \lnot A\to A}". Debido a estas restricciones, muchas pruebas son más complicadas y algunas pruebas aceptadas de otro modo se vuelven imposibles.
Estas modificaciones de la lógica clásica están motivadas por la idea de que la verdad depende de la verificación a través de una prueba. Esto se ha interpretado en el sentido de que "verdadero" significa "verificable". Originalmente, solo se aplicaba al ámbito de las matemáticas, pero desde entonces también se ha utilizado en otros ámbitos. Según esta interpretación, el principio del tercero excluido implicaría la suposición de que cada problema matemático tiene una solución en forma de prueba. En este sentido, el rechazo intuicionista del principio del tercero excluido está motivado por el rechazo de este supuesto. Esta posición también puede expresarse afirmando que no hay verdades no experimentadas o trascendentes a la verificación. En este sentido, la lógica intuicionista está motivada por una forma de idealismo metafísico. Aplicada a las matemáticas, afirma que los objetos matemáticos existen solo en la medida en que se construyen en la mente.

### Libre
La lógica libre rechaza algunos de las presuposiciones existenciales que se encuentran en la lógica clásica. En la lógica clásica, cada término singular tiene que denotar un objeto en el dominio de la cuantificación. Esto suele entenderse como un compromiso ontológico con la existencia de la entidad nombrada. Pero en el discurso cotidiano se usan muchos nombres que no se refieren a entidades existentes, como "Papá Noel" o "Pegaso". Esto amenaza con excluir tales áreas del discurso de un tratamiento lógico estricto. La lógica libre evita estos problemas al permitir fórmulas con términos singulares que no denotan. Esto se aplica a los nombres propios, así como a las descripciones definidas y a las expresiones funcionales. Los cuantificadores, por otro lado, se tratan de la manera habitual como abarcando el dominio. Esto permite que expresiones como "{\displaystyle \lnot \exists x(x={\it {{\text{papá noel}})}}}" (Papá Noel no existe) sean verdaderas aunque son contradictorias en la lógica clásica. También trae consigo la consecuencia de que ciertas formas válidas de inferencia encontradas en la lógica clásica no son válidas en la lógica libre. Por ejemplo, se puede inferir de "{\displaystyle Barba({\it {{\text{papá noel}})}}}" (Papá Noel tiene barba) que "{\displaystyle \exists x(Barba(x))}" (algo tiene barba) en la lógica clásica pero no en la lógica libre. En la lógica libre, a menudo se utiliza un predicado de existencia para indicar si un término singular denota un objeto en el dominio o no. Pero el uso de predicados de existencia es controvertido. A menudo se oponen con base en la idea de que es necesario tener existencia para que se aplique cualquier predicado al objeto. En este sentido, la existencia misma no puede ser un predicado.
Karel Lambert, quien acuñó el término "lógica libre", ha sugerido que la lógica libre puede entenderse como una generalización de la lógica clásica de predicados al igual que la lógica de predicados es una generalización de la lógica aristotélica. Desde este punto de vista, la lógica clásica de predicados introduce predicados con una extensión vacía, mientras que la lógica libre introduce términos singulares de cosas inexistentes.
Un problema importante para la lógica libre consiste en cómo determinar el valor de verdad de las expresiones que contienen términos singulares vacíos, es decir, en formular una semántica formal para la lógica libre. La semántica formal de la lógica clásica puede definir la verdad de sus expresiones en términos de su denotación. Pero esta opción no puede aplicarse a todas las expresiones de la lógica libre, ya que no todas tienen una denotación. Tres enfoques generales a este problema se discuten a menudo en la literatura: la semántica negativa, la semántica positiva y la semántica neutral. La semántica negativa sostiene que todas las fórmulas atómicas que contienen términos vacíos son falsas. Desde este punto de vista, la expresión "{\displaystyle Barba({\it {{\text{papá noel}})}}}" es falsa. La semántica positiva permite que al menos algunas expresiones con términos vacíos sean verdaderas. Esto generalmente incluye declaraciones de identidad, como "{\displaystyle {\it {{\text{papá noel}}={\it {\text{papá noel}}}}}}". Algunas versiones introducen un segundo dominio externo para los objetos inexistentes, que luego se utiliza para determinar los valores de verdad correspondientes. Las semánticas neutrales, por otro lado, sostienen que las fórmulas atómicas que contienen términos vacíos no son ni verdaderas ni falsas. Esto a menudo se entiende como una lógica trivalente, es decir, que se introduce un tercer valor de verdad además de verdadero y falso para estos casos.

### Plurivalente
Las lógicas plurivalentes son lógicas que permiten más de dos valores de verdad. Rechazan uno de los supuestos centrales de la lógica clásica: el principio de bivalencia de la verdad. Las versiones más simples de las lógicas plurivalentes son las lógicas trivalentes: contienen un tercer valor de verdad. En la lógica trivalente de Stephen Cole Kleene, por ejemplo, este tercer valor de verdad es "indefinido". Según la lógica cuadrivalente de Nuel Belnap, hay cuatro posibles valores de verdad: "verdadero", "falso", "ni verdadero ni falso" y "tanto verdadero como falso". Esto puede interpretarse, por ejemplo, como indicando la información que se tiene sobre si un estado obtiene: información que obtiene, información que no obtiene, ninguna información e información contradictoria. Una de las formas más extremas de la lógica plurivalente es la lógica difusa. Permite que la verdad surja en cualquier grado entre 0 y 1. 0 corresponde a completamente falso, 1 corresponde a completamente verdadero y los valores intermedios corresponden a cierto grado de verdad, por ejemplo, como un poco verdadero o muy verdadero. A menudo se usa para tratar expresiones vagas en el lenguaje natural. Por ejemplo, decir que "Petr es joven" encaja mejor (es decir, es "más verdadero") si "Petr" se refiere a un niño de tres años que si se refiere a una persona de 23 años. Las lógicas plurivalentes con un número finito de valores de verdad pueden definir sus conectivos lógicos mediante tablas de verdad, al igual que la lógica clásica. La diferencia es que estas tablas de verdad son más complejas, ya que se deben considerar más entradas y salidas posibles. En la lógica trivalente de Kleene, por ejemplo, las entradas "verdadero" e "indefinido" para el operador de conjunción "{\displaystyle \land }" dan como resultado la salida "indefinido". Las entradas "falso" e "indefinido", por otro lado, dan como resultado "falso".

### Paraconsistente
Las lógicas paraconsistentes son sistemas lógicos que pueden lidiar con contradicciones sin llevar a un absurdo total. Lo consiguen evitando el principio de explosión que se encuentra en la lógica clásica. Según el principio de explosión, cualquier cosa se deduce de una contradicción. Esto se debe a dos reglas de inferencia, que son válidas en la lógica clásica: la introducción de la disyunción y el silogismo disyuntivo. Según la introducción de la disyunción, cualquier proposición puede introducirse en forma de disyunción cuando se combina con una proposición verdadera. Entonces, dado que es cierto que "el sol es más grande que la luna", se puede inferir que "el sol es más grande que la luna o España está controlada por conejos espaciales". Según el silogismo disyuntivo, se puede inferir que una de estas proposiciones disyuntivas es verdadera si la otra es falsa. Entonces, si el sistema lógico también contiene la negación de esta proposición, es decir, que "el sol no es más grande que la luna", entonces es posible inferir cualquier proposición de este sistema, como la proposición de que "España está controlada por conejos espaciales". Las lógicas paraconsistentes evitan esto utilizando reglas de inferencia diferentes que hacen que las inferencias de acuerdo con el principio de explosión sean inválidas.
Una motivación importante para usar lógicas paraconsistentes es el dialeteismo, es decir, la creencia de que las contradicciones no solo se introducen en las teorías debido a errores, sino que la realidad misma es contradictoria y las contradicciones dentro de las teorías son necesarias para reflejar la realidad con precisión. Sin lógicas paraconsistentes, el dialeteismo sería sin esperanza, ya que todo sería tanto verdadero como falso. Las lógicas paraconsistentes permiten mantener las contradicciones locales, sin explotar todo el sistema. Pero incluso con este ajuste, el dialeteismo sigue siendo muy controvertido. Otra motivación para la lógica paraconsistente es proporcionar una lógica para las discusiones y las creencias grupales en las que el grupo como un todo puede tener creencias inconsistentes si sus diferentes miembros están en desacuerdo.

#### Relevancia
La lógica relevante es un tipo de lógica paraconsistente. Como tal, también evita el principio de explosión, aunque esto no suele ser la motivación principal detrás de la lógica relevante. En cambio, suele formularse con el objetivo de evitar ciertas aplicaciones poco intuitivas del condicional material que se encuentran en la lógica clásica. La lógica clásica define el condicional material en términos puramente funcionales de verdad, es decir, "{\displaystyle p\to q}" es falso si "{\displaystyle p}" es verdadero y "{\displaystyle q}" es falso, pero por lo demás es verdadero en todos los casos. Según esta definición formal, no importa si "{\displaystyle p}" y "{\displaystyle q}" son relevantes entre sí de alguna manera. Por ejemplo, el condicional material "si todos los limones son rojos, entonces hay una tormenta de arena dentro de la Ópera de Sídney" es verdadero, aunque las dos proposiciones no son relevantes entre sí.
El hecho de que este uso de condicionales materiales es muy poco intuitivo también se refleja en la lógica informal, que clasifica tales inferencias como falacias de relevancia. La lógica de la relevancia trata de evitar estos casos al requerir que para un condicional material verdadero, su antecedente tiene que ser relevante para el consecuente. Una dificultad que se enfrenta este tema es que la relevancia suele pertenecer al contenido de las proposiciones, mientras que la lógica solo se ocupa de los aspectos formales. Este problema se aborda parcialmente mediante el principio de compartición de variables (variable sharing principle). Establece que el antecedente y el consecuente tienen que compartir una variable proposicional. Este sería el caso, por ejemplo, en "{\displaystyle (p\land q)\to q}" pero no en "{\displaystyle (p\land q)\to r}". Una preocupación estrechamente relacionada con la lógica relevante es que las inferencias deben seguir el mismo requisito de relevancia, es decir, que es un requisito necesario de las inferencias válidas que sus premisas sean relevantes para su conclusión.